# پلی‌استیشن ۵
پلی‌استیشن ۵ (انگلیسی: PlayStation 5، کوتاه‌نوشت: PS5) پنجمین کنسول بازی ویدئویی خانگی از پلی‌استیشن است که سونی اینتراکتیو انترتینمنت آن را توسعه داده است. پلی‌استیشن ۵ که از نسل نهم کنسول‌های بازی ویدئویی است با ایکس‌باکس سری اکس و سری اس و نینتندو سوئیچ رقابت می‌کند.
پلی‌استیشن ۵ در سال ۲۰۱۹ به عنوان جایگزین کنسول پلی‌استیشن ۴ معرفی شد و در ۱۲ نوامبر ۲۰۲۰، در آمریکای شمالی، استرالیا، ژاپن، نیوزیلند، کره جنوبی و سنگاپور روانه بازار گردید و در ۱۹ نوامبر در سراسر جهان، پخش شد. نخستین گزارش‌ها از این کنسول بازی از سوی مارک سرنی در گفتگو با وایرد بود که در آوریل ۲۰۱۹ منتشر شد. نخستین بار سونی در ویدیو کنفرانس ویژه پلی‌استیشن ۵ که در حال رونمایی بازی‌های آن بود، تصویر دوال سنس یا همان دسته پلی‌استیشن ۵ را برای همگان به نمایش گذاشت. پس از آن در کنفرانس اختصاصی خود کنسول را به شکل کامل در یک ویدیو کنفرانس معرفی کرد؛ زیرا به دلیل جریان اپیدمی کرونا امکان معرفی در حضور هواداران این پلتفرم مهیا نبود. این کنسول، بازی‌های گزینش‌شدهٔ پلی‌استیشن ۴ را نیز اجرا می‌کند.
کنسول پلی‌استیشن ۵ از معماری رایزن ای‌ام‌دی، بر پایهٔ نسخهٔ ۷ نانومتری معماری ذن ۲ با ۸ هسته و ۱۶ رشتهٔ پردازشی بهره می‌برد. پردازش گرافیکی این کنسول، از خانوادهٔ رادئون و بر پایهٔ ریز معماری تازهٔ همین شرکت، با نام ریزمعماری آر.دی.ان. ای است که توانایی رهگیری پرتو بی‌درنگ را دارد. این کنسول بازی، از درایو حالت جامد (اس‌اس‌دی) بهره می‌برد که به بارگذاری تندتر و چالاکی بیشتر محیط بازی‌ها، می‌انجامد. همچنین، پشتیبانی از ۸کی نیز فراهم شده است. از بازی‌های تحت‌انحصار در روز عرضه می‌توان به ارواح شیطانی (بازسازی‌شده) و مرد عنکبوتی: مایلز مولارس اشاره کرد.
در اوایل سال ۲۰۱۹، گزارش مالی سونی بر پایه سه‌ماههٔ پایانی تا ۳۱ مارس ۲۰۱۹ تأیید کرد که سخت‌افزار تازهٔ نسل بعدی در حال توسعه است اما زودتر از آوریل ۲۰۲۰ ارائه نمی‌گردد.

## سخت‌افزار
مشخصات تأییدشدهٔ این کنسول در اکتبر ۲۰۱۹ منتشر گردید. کنسول پلی‌استیشن ۵ توسط یک سازوکار (سیستم) سفارشی و در قالب سامانه روی یک تراشه توسط ای‌ام‌دی و سونی ارائه‌شد و شامل معماری رایزن «ای‌ام‌دی» بر پایهٔ نسخهٔ ۷ نانومتری معماری ذن ۲ با ۸ هسته و ۱۶ رشتهٔ پردازشی است. پردازش گرافیکی این کنسول نیز از خانوادهٔ رادئون و بر پایهٔ ریز معماری جدید همین شرکت موسوم به ریزمعماری آر.دی.ان. ای است که توانایی «رهگیری پرتو بی‌درنگ» را نیز شامل می‌گردد. پردازنده گرافیکی دارای ۳۶ واحد محاسباتی است که با فرکانس متغیر ۲٬۲۳ گیگاهرتز کار می‌کند و همین موضوع باعث می‌شود که حداکثر عملکرد ۱۰٬۲۸ فلاپس را داشته باشد. پردازنده گرافیکی از شتاب‌دهنده سخت‌افزاری برای رهگیری پرتو بی‌درنگ بهره می‌گیرد که امکان نورپردازی و بازتاب واقعی را فراهم می‌کند. این کنسول دارای ۱۶ گیگابایت حافظه دسترسی تصادفی (رَم) از نوع GDDR6 با حداکثر پهنای باند ۴۴۸ گیگابایت بر ثانیه است و از بلوتوث نسخهٔ ۵٬۱ و همچنین وای-فای ۶ پشتیبانی می‌کند. کنسول جدید مجهز به یک درایو حالت جامد (اس‌اس‌دی) است که نشانگر زمان بارگذاری سریع به همراه پهنای باند بیشتر برای بازی‌های دارای جهان باز وسیع است. همچنین امکان پشتیبانی از وضوح ۸کی نیز فراهم گردیده است.
سامانهٔ خنک‌کنندهٔ کنسول و سخت‌افزار شامل یک فن خنک‌کننده دوطرفه برای ورودی هوا با قطر ۱۲۰ و ضخامت ۴۵ میلی‌متر است و یک گرماگیر بزرگ با طراحی لوله گرمایی استاندارد دارد که بر طبق اظهارات سونی: «سازوکار طراحی آن به گونه‌ای است که می‌تواند عملکردی مشابه یک پخش‌کننده گرمایی داشته باشد». خنک‌کنندهٔ سوک (سامانه روی یک تراشه) نیز شامل یک هادی حرارتی فلزات مایع است که بین «سوک» و «گرماگیر» قرار می‌گیرد. این سیستم دارای یک منبع تغذیه ۳۵۰ وات است. سونی، «کنسول پلی‌استیشن ۵» را برای مصرف انرژی کمتر — در هنگام اجرای بازی‌های تعلیقی — نسبت به «پلی‌استیشن ۴» توسعه داد.

### دوال‌سنس

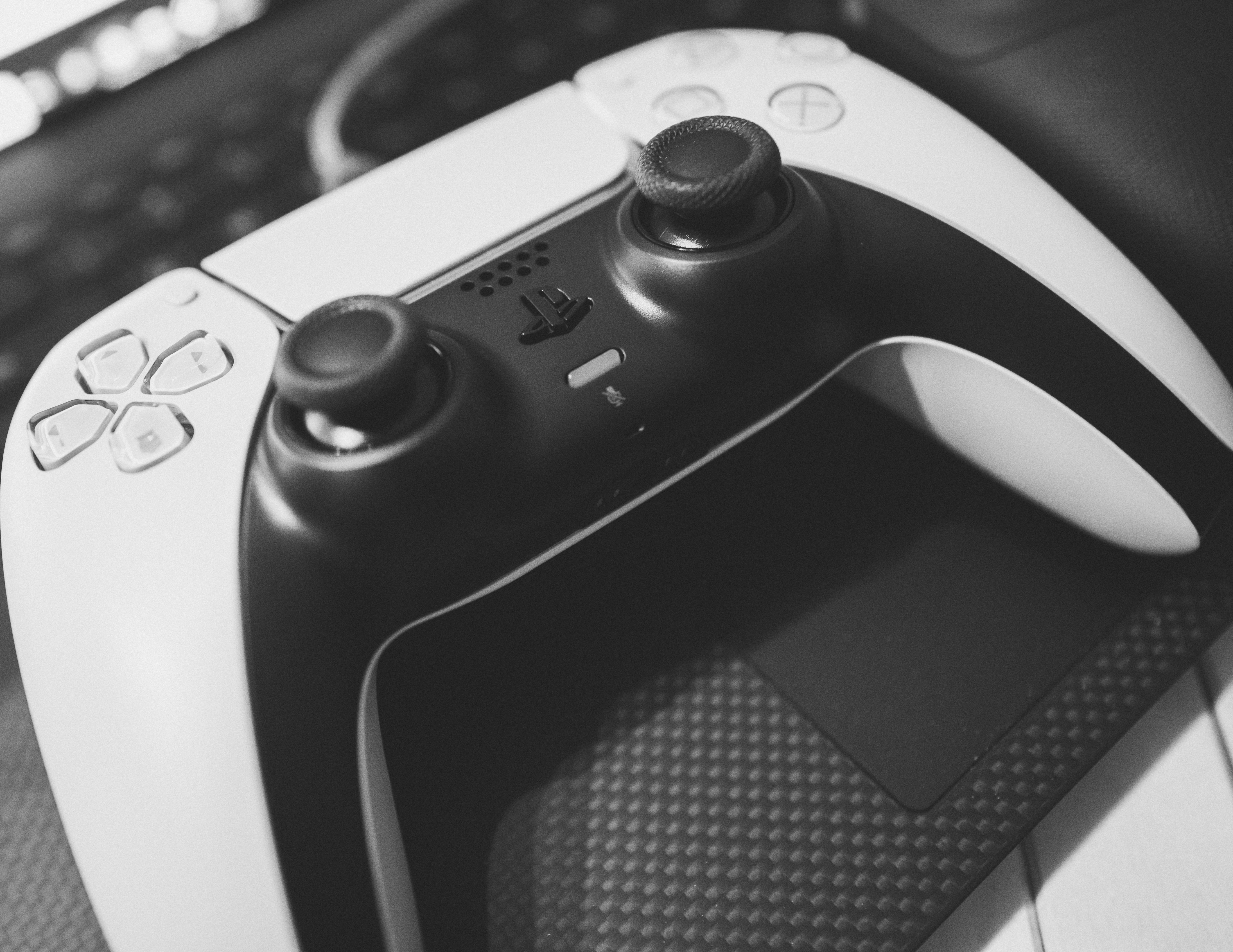
دستهٔ کنسول

دوال‌سنس نام دستهٔ معرفی شده برای پلی استیشن ۵ است که در تاریخ ۷ آوریل سال ۲۰۲۰ معرفی شد. دوال‌سنس برگرفته از دسته دوال‌شاک است با تفاوت‌هایی که از نظرخواهی از طراحان‌بازی و کاربران صورت گرفته است.این دسته دارای محرک‌های متغیر است که سطح مقاومت آن‌ها قابل تغییر برای کابران می‌باشد. درحالی که دوال‌سنس اکثر دکمه‌های دوال‌شاک را دارا می‌باشد. نام دکمهٔ شیر به کریت تغییر یافته است که به این دکمه قابلیت‌های بیشتری برای اشتراک گذاری و ساخت محتوا در داخل کنسول را با دیگر کاربران می‌دهد.
این دسته یک نسخه پیشرفته تر با نام دوال‌سنس اج دارد که با قابلیت‌های بیشتری روانه بازار شده است. سونی قیمت این دسته را ۲۰۰ دلار تعیین کرده است

### بازنگری‌های سخت‌افزاری

#### مدل استاندارد
به گفته Digital Foundry و Gamers Nexus سونی در اوت ۲۰۲۱ یک بازبینی سخت‌افزاری جزئی برای پلی‌استیشن ۵ ارسال کرد. طراحی جدید (سری ۱۱۰۰)، اندازه و وزن هیت سینک را کاهش داد و وزن خالص سیستم را تا ۳۰۰ گرم (۰٫۶۶ پوند) کاهش داد، بدون اینکه تأثیر قابل‌توجهی بر عملکرد خنک‌کننده داشته باشد. این طرح نیازی به پیچ گوشتی برای پایه کنسول ندارد.
در آگوست ۲۰۲۲، سونی شروع به ارسال یک نسخه سخت‌افزاری دیگر (سری ۱۲۰۰) برای هر دو نسخه پایه و دیجیتال PS5 کرد که از نسخه کوچک‌شده چیپست اولیه استفاده می‌کرد. این کار مصرف انرژی چیپست را کاهش داد و سونی دوباره هیت سینک را طراحی کرد و به کاهش وزن کمک کرد. وزن نسخه دیجیتال اکنون ۳٫۴ کیلوگرم (در مقایسه با ۳٫۹ کیلوگرم برای نسخه اولیه) و وزن نسخه عادی ۳٫۹ کیلوگرم (در مقایسه با ۴٫۵ کیلوگرم برای نسخه اولیه) است.

#### پلی‌استیشن ۵ اسلیم
مدل‌های جدید و باریک‌تر PS5 و پلی‌استیشن ۵ دیجیتال، که در محاوره به آن پلی‌استیشن ۵ اسلیم گفته می‌شود توسط سونی در اکتبر ۲۰۲۳ برای عرضه در نوامبر ۲۰۲۳ معرفی شدند و جایگزین هر دو نسخه اصلی سیستم شدند. دو مدل جدید کوچکتر از PS5 اصلی هستند، ۱ ترابایت حافظه داخلی دارند و درگاه USB-A جلویی را با یک پورت USB-C دیگر (البته با USB 2.0 به جای USB 3.1 Gen 2) جایگزین می‌کنند. هزینه نسخه دیجیتال بدون درایو ۵۰ دلار آمریکا افزایش یافت. یک کیت درایو دیسک را می‌توان با قیمت ۷۹ دلار آمریکا خریداری کرد و روی نسخه دیجیتال نصب کرد و از نظر عملکردی و ظاهری مشابه مدل پایه است. بر خلاف مدل دیسک اصلی، درایو دیسک جداشدنی Slim در طول راه اندازی اولیه نیاز به اتصال به اینترنت دارد.

#### پلی‌استیشن ۵ پرو
پلی‌استیشن ۵ پرو به‌طور رسمی توسط سونی در ۱۰ سپتامبر ۲۰۲۴ معرفی شد. این کنسول دارای سه پیشرفت اصلی و عمده است. پردازندهٔ گرافیکی نیز حدود ۴۵٪ سریع‌تر از نسخه قبلی است. انتظار می‌رود بازی‌های بهینه‌سازی شده برای این نسخه، از وضوح ۴کی با سرعت ۶۰ فریم بر ثانیه پشتیبانی کنند. نسخه پرو همچنین با درایو حالت جامد ۲ ترابایتی عرضه می‌شود. پرو در عین‌حال شامل پشتیبانی از وای فای ۷ و وضوح ۸کی است. بازی‌ها را می‌توان برای دسترسی به ویژگی‌های سیستم Pro وصله کرد، با ۵۰ بازی که انتظار می‌رود با راه اندازی سیستم با نسخه‌های پیشرفته آماده شوند. شایعات صنعت بیان کردند که استودیوهای داخلی سونی در سپتامبر ۲۰۲۳ با نسخه devkit کنسول Pro کار می‌کردند. ویژگی Game Boost همچنین به بازی‌های PS4 منتخب اجازه می‌دهد تا رزولوشن‌های بهتری در سیستم پرو داشته باشند، با حدود ۸۵۰۰ این ویژگی در زمان راه‌اندازی بازی‌ها برای استفاده. مدل پرو در ۷ نوامبر ۲۰۲۴ با قیمت ۶۹۹ دلار آمریکا / ۶۹۹ پوند / ۷۹۹ یورو در سطح جهانی عرضه شد.
قیمت‌گذاری PS5 Pro با احتساب تورم آن را به یکی از گران‌ترین کنسول‌هایی تبدیل کرد که عرضه می‌شود و پس از قیمت اصلی پلی‌استیشن ۳ با قیمت ۴۹۹ دلار، دومین کنسول گران‌تر در خط پلی‌استیشن است. رولینگ استون یک پاسخ «بسیار منفی» به افزایش محدود مزایای کنسول مشاهده کرد. هیروکی توتوکی، رئیس سونی، در تماسی با سرمایه‌گذاران در نوامبر ۲۰۲۴ اظهار داشت که این شرکت معتقد نیست قیمت بالا تأثیر منفی بر فروش داشته است، زیرا مدل Pro کاربران سخت‌افزاری را هدف قرار می‌دهد که مایل به پرداخت بیشتر برای عملکرد بالا هستند.

### تجهیزات جانبی
همراه با معرفی خود کنسول، تجهیزات جانبی نظیر ایستگاه شارژ برای دستهٔ دوال‌سنس، دوربین اچ‌دی جدید و یک کنترل از راه دور برای رسانه‌های کنسول نیز معرفی شد. همچنین هدفون جدیدی تحت عنوان پالس تری‌دی نیز معرفی شد که برای بهره بردن از تکنولوژی صدای سه بعدی کنسول ساخته شده است.

## میانجی کاربری

نماگرفتی از سیستم‌عامل - میانجی کاربری پلی‌استیشن ۵

پلی‌استیشن ۵ رابط کاربری کاملاً بازسازی شده‌ای نسبت به پلی‌استیشن ۴ دارد که با هدف دسترسی آسان به اطلاعات طراحی شده. یکی از ویژگی‌های این رابط کاربری گرفتن آپدیت‌های زنده است که کاربران مجبور به جستجو و صبر کردن برای مشاهده فعالیت‌های دوستان خود و مشاهده فعالیت‌های در دسترس در بازی‌ها نباشند. مارک سرنی دربارهٔ این موضوع گفته است: «ما نمی‌خواهیم یک کاربر بازی را باز کند، ببیند که چه‌خبر است و دوباره بازی را باز کند که ببیند چه خبر است!»

## بازی‌ها
همانند کنسول‌های نسل پیش، مجله وایرد گزارش داده است که سازندگان بازی‌های ویدئویی، به ساخت بازی‌ها برای هر دو کنسول پلی‌استیشن ۴ و پلی‌استیشن ۵ ادامه خواهند داد. الکترونیک آرتس اعلام داشته است که بازی‌هایی که در سال ۲۰۲۰ میلادی برای پلی‌استیشن ۴ آمده‌اند، به‌روزرسانی‌های رایگانی برای قابل بازی بودن در پلی‌استیشن ۵ دریافت خواهند کرد. همچنین بانجی نیز گفته است که بازیکنان بازی سرنوشت ۲ می‌توانند بازی‌شان را با به‌روزرسانی رایگان به ورژن پلی‌استیشن ۵، بدون هیچ هزینه‌ای به‌روز کنند. همچنین کنسول پلی‌استیشن ۵ از قابلیت «چند نسلی» برای چندسکویی استفاده می‌کند که به کاربران این قابلیت را می‌دهد که در یک کنسول بازی‌شان را پیش ببرند، و در کنسول دیگر پیشروی‌شان را ادامه دهند. بازیکنان از کنسول‌های دیگر نیز می‌توانند هنگام بازی آنلاین به بازیکنان پلی‌استیشن ۵ بپیوندند.

### سازگاری عقب‌رو
سونی همچنین اعلام کرده است که پلی‌استیشن ۵ از سازگاری عقبرو پشتیبانی می‌کند. اما فقط و فقط به گفته سونی سازگاری عقبرو را با پلی‌استیشن ۴ دارد و با کنسول‌های قبل از آن را ندارد و تا وقتی که سونی از تصمیم خودش صرف نظر نکند این محدودیت پابرجا خواهد بود.

## فروش
عرضه پلی‌استیشن ۵ همانند اکس‌باکس سری اکس و سری اس بلافاصله پس از رونمایی، از مارس ۲۰۲۱ به‌دلیل کمبود تراشه نیم‌رسانا در سطح جهان با محدودیت مواجه شد. خرده‌فروشان از این کمبود کالا سوء استفاده کرده و تلاش کردند تا پلی‌استیشن ۵ را به قیمت هزار دلار به فروش برسانند. در ماه مه ۲۰۲۱ سونی اعلام کرد که قصد دارد با فروش مستقیم این کنسول در اروپا دست سوداگران این محصول را از بازار سیاه کوتاه نماید.
در هفتهٔ نخست پس از عرضهٔ این کنسول در ژاپن ۱۰۳۹۰۱ نسخهٔ استاندارد و ۱۴۱۸۱ نسخهٔ دیجیتال به فروش رسید و به پر فروش‌ترین کنسول بازی در آن هفته تبدیل شد. در انگلیس نیز در ماه نوامبر ۲۰۲۱ پلی‌استیشن ۵ به پر فروش‌ترین کنسول بازی بدل گشت. در اسپانیا نیز ۴۳۰۰۰ نسخه از پلی‌استیشن ۵ در هفته نخست به فروش رسید.
سونی اعلام کرده است تا پایان سپتامبر ۲۰۲۲ موفق به عرضه ۲۵ میلیون کنسول شده است. طبق آمار غیررسمی تا مه ۲۰۲۳ آمار فروش این کنسول بیش از ۳۰ میلیون نسخه فراتر رفته است.

## بازخوردها
پلی‌استیشن ۵، به‌طور کلی پس از آمدن به بازار، بازخورد خوبی گرفت. آستروز پلی‌روم که روی هر پی‌اس ۵ از پیش نصب شده است و برای نشان دادن ویژگی‌های کنترلر طراحی شده است، در رسانه لپ‌تاپ مگ ستایش شد و «فریبنده زیبا» نامیده شد. بازی‌هایی نیز به‌طور ویژه برای کنسول ساخته شدند، از جمله Spider-Man: Miles Morales و Demon's Souls، که به شدت مورد ستایش قرار گرفتند. اگرچه برخی از رسانه‌های گیمینگ، مانند تک‌رادار، گفتند که باید بازی‌های نخستین بیشتری وجود داشته باشد. سیستم‌عامل کنسول نیز به دلیل چالاک و آسان بودن برای پیمایش، مورد ستایش قرار گرفته است.